# Overwatch
Overwatch — многопользовательская компьютерная игра в жанре геройского шутера от первого лица, разработанная и выпущенная компанией Blizzard Entertainment в 2016 году для Windows, PlayStation 4 и Xbox One и в 2019 году для Nintendo Switch.
В Overwatch две команды игроков по шесть человек ведут сражение на сложно устроенной карте; перед каждым сражением игроки выбирают себе персонажей-героев — различные герои обладают разными характеристиками и навыками, делающими их более подходящими для той или иной роли в сражении; способности различных персонажей дополняют друг друга, и игроки должны работать в слаженной команде, чтобы добиться победы. В каждом матче Overwatch игроки должны выполнить определённые задания, зависящие от выбранной карты и нередко ограниченные по времени, — например, захватить и удерживать контрольные точки на поле боя, сопроводить движущийся объект до определённого места или, наоборот, не дать ему добраться до цели.
По мере развития игры в ней появлялись новые режимы, как, например, соревновательный рейтинговый режим или аркадные сражения (правила которых может устанавливать сам игрок); разработчики добавляли в игру новых персонажей и поля боя. Overwatch использует лутбоксы-«контейнеры» как дополнительное средство монетизации — игроки могут таким образом получать не влияющие на геймплей предметы наподобие альтернативного внешнего вида или новых анимаций для персонажей.
Overwatch была первой игрой Blizzard за многие годы, не относящейся к одной из трёх основных франшиз компании — Warcraft, StarCraft и Diablo. Её разработка началась после отмены массовой многопользовательской онлайн-игры Titan; некоторые наработки Titan вошли в Overwatch. Новая концепция игры была создана по следам успеха командных шутеров наподобие Team Fortress 2 и растущей популярности жанра MOBA. Действие Overwatch происходит на Земле недалёкого будущего после мирового кризиса, вызванного восстанием роботов; среди героев игры есть выходцы из разных стран. Разработчики уделяли особое внимание балансу персонажей, следя за тем, чтобы как новички, так и опытные игроки могли получать от игры удовольствие.
Игра была представлена публике на фестивале BlizzCon 2014 и до весны 2016 года находилась в режиме закрытого бета-тестирования; открытое бета-тестирование в мае 2016 года привлекло почти 10 млн игроков. Overwatch приобрела огромный успех: согласно отчётам Blizzard, за первый год после выхода компания получила от игры доход свыше миллиарда долларов США, и за два года количество игроков превысило 40 млн. Игра получила высочайшие оценки критиков — обозреватели отмечали низкий порог вхождения, разнообразие персонажей, яркую мультяшную графику и приятный игровой процесс. Overwatch была удостоена множества наград. Она также стала активной киберспортивной дисциплиной с международными соревнованиями; Blizzard поддерживает ассоциацию Overwatch League, созданную по образу и подобию североамериканских спортивных лиг.
Продолжение игры, Overwatch 2, было анонсировано в 2019 году и выпущено в виде бета-версии в 2022 году. Полноценный релиз состоялся в 2023 году. PVP-режим игры является бесплатным, все косметические предметы из Overwatch перенесены в новую часть проекта, в которой также появились новые герои, карты и режимы игры. 3 октября 2022 года серверы Overwatch были закрыты в ходе подготовки к релизу Overwatch 2, который состоялся на следующий день.

## Сюжет
В недалёком будущем между людьми и машинами произошёл глобальный конфликт — восстание омников (игровое название определённых роботов с ИИ). С целью предотвратить кризис и установить мир на планете было основано международное спецподразделение героев. Оно получило название Overwatch. Герои справились со своей задачей и восставшие омники были повержены. В следующие десятилетия на планете воцарились мир и согласие; началась эпоха исследований, изобретений и научных открытий. Влияние Overwatch постепенно ослабевало, и вскоре организация была распущена, а герои разошлись по всему миру.
Однако сейчас миру грозит новая опасность — растущая преступность, и Overwatch объявляет общий сбор, дабы предотвратить угрозу.

## Герои
В Overwatch каждый персонаж имеет уникальный облик и озвучивание, а также обладает уникальными способностями. Игрока ожидает множество разных героев: перемещающаяся во времени искательница приключений, бронированный воин с ракетным молотом и даже просветлённый робот-монах. Каждый из них обладает неповторимым стилем игры, и, чтобы раскрыть их потенциал полностью, необходимо задействовать все их способности.
Каждый герой вносит вклад в общее дело — будь то боец на передовой, защитник, укрывающий союзников энергетическим щитом, или герой поддержки, который делает товарищей по команде сильнее. Залог победы — эффективно использовать способности всех героев. Роли бывают трёх типов:
- Урон — герои, наносящие высокий урон и занимающиеся целями.
- Танк — герои, отличающиеся большой выживаемостью, носят уменьшающую урон броню, первыми отправляются в бой, прикрывают союзников.
- Поддержка — герои, способные исцелять и усиливать героев и выполнять другие полезные задачи.

| Позывной | Роль      | Возраст    | Оперативная база                                                         | Принадлежность                                                       | Добавлен   |
| --- | --------- | ---------- | ------------------------------------------------------------------------ | -------------------------------------------------------------------- | ---------- |
| D.Va | Танк      | 19 лет     | Пусан, Южная Корея                                                       | Мобильная группа экзобойцов корейской армии (MEKA)                   | 10.11.2015 |
| Ханна Сон, выступающая под позывным D.Va — бывшая киберспортсменка, профессиональный игрок в StarCraft 2, управляющая бронированным экзоскелетом-мехой. Правительство Южной Кореи первоначально полагалось на роботов MEKA в борьбе с гигантским омником-«квисином», но позже было вынуждено поручить управление людям-пилотам — при этом навыки и высокая скорость реакции киберспортсменов оказались особенно полезными. Особая суперспособность D.Va позволяет взорвать меху, нанеся большой урон находящимся рядом врагам; потеряв меху, D.Va катапультируется из неё и некоторое время передвигается пешком, пока на поле боя не появится новая меха. Создавая дизайн D.Va, помощник арт-директора игры Арнольд Цанг вдохновлялся образами из аниме и манги в жанре «меха». По первоначальному замыслу меха D.Va должна была напоминать кошку, но позже разработчики придали ей черты кролика — прыжки на ускорителях напомнили им именно это животное. В сообществе поклонников игры характер интернет-мема приобрела карикатурная версия персонажа — «D.Va-гремлин»; D.Va также приписывали стереотипную для геймеров любовь к чипсам и газировке Mountain Dew. В самой Южной Корее образ D.Va и характерная эмблема с кроликом в 2016 году использовались как феминистские символы во время митингов с требованиями отставки президента Пак Кын Хе. D.Va озвучили Шарлет Чанг в английской версии игры и Екатерина Семёнова в русской. |           |            |                                                                          |                                                                      |            |
| Ана (англ. Ana) | Поддержка | 60 лет     | Каир, Египет                                                             | Overwatch (в прошлом)                                                | 12.07.2016 |
| Ана Амари — египетский снайпер и одна из основателей организации Overwatch; до падения организации Ана была правой рукой Солдата-76. Ана вооружена «биотическим ружьём», позволяющим восстанавливать здоровье союзникам на большом расстоянии или усыплять врагов, и также может временно дать союзнику бонусы к характеристикам. Ана первоначально лишь упоминалась в игре как второстепенный персонаж — мать героини Фарры. По воспоминаниям главного сценариста игры Майкла Чу, в процессе мозгового штурма разработчики предлагали ввести в игру «алхимика»; идея ещё одного снайпера показалась им неподходящей, поскольку в игре уже был персонаж-снайпер — Роковая Вдова, однако вариант с «лечащим» снайпером оказался удачным. Ану озвучили Айша Селим в английской версии игры и Ольга Мугрычева в русской. |           |            |                                                                          |                                                                      |            |
| Ангел (англ. Mercy) | Поддержка | 37 лет     | Цюрих, Швейцария                                                         | Overwatch (в прошлом)                                                | 27.10.2015 |
| Ангела Циглер, выступающая под позывным «Ангел» — швейцарский полевой врач и один из ключевых членов старой организации Overwatch. Её основная роль на поле боя — восстанавливать здоровье союзникам по команде и возвращать к жизни погибших героев. Костюм валькирии позволяет ей летать над полем боя и плавно спускаться с большой высоты. Способность Ангел воскрешать союзников по команде оказывает большое влияние на геймплей, и в ходе поддержки игры Blizzard неоднократно меняла характеристики персонажа и его способности — вначале воскрешение считалось суперспособностью и действовало на всех погибших персонажей в пределах некоего расстояния; позже воскрешение превратили в обычную, штатно используемую способность, но ограничили её срабатывание одним персонажем за раз. На ранних этапах разработки соответствующий персонаж-врач был чернокожим мужчиной. Ангел озвучили Люси Пол в английской версии и Ольга Плетнёва в русской. |           |            |                                                                          |                                                                      |            |
| Бастион (англ. Bastion) | Урон      | 30 лет     | неизвестно                                                               | отсутствует                                                          | 27.10.2015 |
| Бастион — боевой робот модели E54, один из множества воевавших против людей во время Восстания машин. Он был забыт в глуши на многие годы и проникся любовью к дикой природе. Бастион в состоянии переключаться между двумя режимами — обычным режимом разведки и особым режимом турели, в котором он не может передвигаться, но с помощью тяжёлого пулемёта системы Гатлинга может наносить большой урон врагам на ближней и средней дистанции. Во времена бета-тестирования игры Бастион, часто попадающий в «Лучший момент матча», превратился в своеобразный мем и объект множества шуток — начинающим игрокам было слишком трудно противодействовать его режиму турели. В 2018 году LEGO Group выпустила модель Бастиона, собираемую из деталей конструктора LEGO. Бастион не разговаривает; издаваемые им гудение и писк представляют собой голос бывшего креативного директора Blizzard Криса Метцена, обработанный в специальной программе. |           |            |                                                                          |                                                                      |            |
| Батист (англ. Baptiste) | Поддержка | 36 лет     | Тортуга, Гаити (в прошлом)                                               | Карибская коалиция и «Коготь» (в прошлом)                            | 26.02.2019 |
| Жан-Батист Огюстен — гаитянский полевой врач, чьи родители погибли во время Восстания машин. Он был членом организации «Коготь», но покинул её, проникшись отвращением к террористическим методам «Когтя». Батиста озвучили Бенц Антуан в английской версии игры и Иван Траоре в русской. |           |            |                                                                          |                                                                      |            |
| Бригитта (англ. Brigitte) | Поддержка | 23 года    | Гётеборг, Швеция (в прошлом)                                             | Нет                                                                  | 28.02.2018 |
| Бригитта — дочь Торбьорна Линдхольма. В отличие от многих других персонажей поддержки, она сражается в ближнем бою, используя тяжёлые доспехи и щит наподобие вооружения Райнхардта. Бригитту озвучили Матильда Смедиус в английской версии игры и Юлия Чуракова в русской. |           |            |                                                                          |                                                                      |            |
| Гэндзи (англ. Genji) | Урон      | 35 лет     | Ханамура, Япония (в прошлом) Монастырь Шамбала                           | Клан Шимада (в прошлом) Overwatch (в прошлом) Blackwatch (в прошлом) | 10.11.2015 |
| Гэндзи — ниндзя-киборг, вооружённый катаной и сюрикэнами. Гэндзи когда-то получил тяжёлые раны в битве со своим братом Хандзо, но выжил благодаря помощи Ангел, построившей ему новое кибернетическое тело. Гэндзи — чрезвычайно быстрый и подвижный герой, способный совершать двойные прыжки и карабкаться по высоким стенам; он в состоянии отбивать катаной летящие в него снаряды назад в противников. Хотя Гэндзи был одним из самых первых придуманных для игры персонажей, разработчики ввели его в игру позже остальных, спустя полтора года доработок и переделок — по одной из задумок, Гэндзи мог повисать на стенах и резко спрыгивать на врага сверху, но разработчикам не удалось сбалансировать эту способность так, чтобы против Гэндзи было интересно играть другим игрокам. Гэндзи озвучили Гаку Спэйс в английской версии игры и Александр Цой в русской. |           |            |                                                                          |                                                                      |            |
| Дзенъятта (англ. Zenyatta) | Поддержка | 20 лет     | Монастырь Шамбала, Гималаи (в прошлом)                                   | Шамбала (в прошлом)                                                  | 27.10.2015 |
| Дзенъятта — робот-монах, ищущий духовного просветления. Омники из монастыря Шамбалы в Гималаях искали пути примирить людей и роботов и построить общество всеобщей гармонии; Дзенъятта покинул монастырь, считая, что для этого нужен личный контакт, а не догматическое учение. На поле боя Дзенъятта левитирует над землёй в позе лотоса, используя парящие металлические сферы и как оружие, и как средство защиты. Он может на короткое время войти в состояние «трансцендентности» — в это время он не может сражаться, но не получает урона и восстанавливает здоровье себе и союзникам. Дизайн Дзенъятты исходил из идеи бойца поддержки, который мог бы и атаковать врагов, и усиливать союзников — на основе этой идеи Арнольд Цанг сделал набросок «робота-монаха»; создавая способности персонажа, дизайнеры отталкивались от концепции инь и ян, сочетания разрушения и исцеления, а также ощущения единства со всей вселенной, которого персонаж достигает при использовании суперспособности. Дзенъятту озвучили Фёдор Чин в английской версии игры и Андрей Финягин в русской. |           |            |                                                                          |                                                                      |            |
| Жнец (англ. Reaper) | Урон      | 58 лет     | Лос-Анджелес, США (в прошлом)                                            | Overwatch (в прошлом) Blackwatch (в прошлом) «Коготь»                | 27.10.2015 |
| Жнец — жестокий убийца и международный террорист в маске и чёрном капюшоне. В прошлом Жнец был известен как Габриэль Рейес — один из лидеров Overwatch; он руководил Blackwatch — тайной организацией внутри Overwatch — и соперничал с Джеком Моррисоном (Солдатом-76). На поле боя Жнец может обращаться в бестелесную тень и бесшумно перемещаться за спины врагов, чтобы атаковать с тыла; он вооружён двумя дробовиками, из которых стреляет по-македонски. Дизайн Жнеца появился спонтанно — в виде рисунка «крутого» персонажа, сделанного одним из художников; набросок крайне понравился другим разработчикам, но они поначалу даже не имели представления, чем такой герой может заниматься в игре. Излишне драматичные манеры Жнеца заставляли поклонников игры сравнивать его с членами субкультуры готов и насмешливо коллекционировать выспренные имена, которые своим персонажам-Жнецам дают игроки. Жнеца озвучили Кит Фергюсон в английской версии игры и Максим Дахненко в русской. |           |            |                                                                          |                                                                      |            |
| Заря (англ. Zarya) | Танк      | 28 лет     | Красноярский фронт, Россия                                               | Российские силы обороны                                              | 27.10.2015 |
| Александра Зарянова — «самая сильная женщина в мире», чемпионка-тяжёлоатлетка, которая отказалась от спортивной карьеры и пошла в армию для борьбы с роботами. На поле боя Заря защищена энергетическим барьером; чем больше урона поглотил этот барьер, тем мощнее становится оружие персонажа — тяжёлая лучевая пушка. Заря также может защищать союзников с помощью дистанционного барьера. Создавая Зарю, разработчики желали сделать состав персонажей больше разнообразным — не только в смысле разных рас и национальностей, но и в плане разных типов телосложения. Зарю озвучили Доля Гавански в английской версии игры и Ирина Киреева в русской. |           |            |                                                                          |                                                                      |            |
| Крысавчик (англ. Junkrat) | Урон      | 25 лет     | Джанкертаун, Австралия (в прошлом)                                       | Стервятники (в прошлом)                                              | 27.10.2015 |
| Крысавчика озвучили Кристофер Парсон в английской версии игры и Даниил Щебланов в русской. |           |            |                                                                          |                                                                      |            |
| Кулак Смерти (англ. Doomfist) | Урон      | 45 лет     | Ойо, Нигерия                                                             | «Коготь»                                                             | 06.07.2017 |
| Наёмник Аканде Огундиму, носящий титул Кулака Смерти — один из лидеров «Когтя»; он использует кибернетический протез руки как оружие. Кулака Смерти озвучили Сар Нгауджа в английской версии игры и Артур Иванов в русской. |           |            |                                                                          |                                                                      |            |
| Коул Кэссиди (англ. Cole Cassidy) | Урон      | 37 лет     | Санта-Фе, Нью-Мексико, США                                               | Банда Мертвецов (в прошлом) Blackwatch (в прошлом) Overwatch         | 27.10.2015 |
| Кэссиди озвучили Мэттью Мерсер в английской версии игры и Алексей Мясников в русской. |           |            |                                                                          |                                                                      |            |
| Лусио (англ. Lúcio) | Поддержка | 26 лет     | Рио-де-Жанейро, Бразилия                                                 | Нет                                                                  | 27.10.2015 |
| Лусио озвучили Джонни Крус в английской версии игры и Владимир Голицын в русской. |           |            |                                                                          |                                                                      |            |
| Мойра (англ. Moira) | Поддержка | 48 лет     | Дублин, Ирландия Оазис                                                   | Blackwatch (в прошлом) «Коготь»                                      | 03.11.2017 |
| Мойра О’Доран — блестящий генетик, который ставит научный прогресс превыше любых этических норм. Мойру озвучили Женевьева О’Райли в английской версии игры и Наталия Колодяжная в русской. |           |            |                                                                          |                                                                      |            |
| Мэй (англ. Mei) | Урон      | 31 год     | Сиань, Китай (ранее)                                                     | Overwatch (в прошлом)                                                | 10.11.2015 |
| Мэй озвучили Ю Чжан в английской версии игры и Дарья Фролова в русской. |           |            |                                                                          |                                                                      |            |
| Ориса (англ. Orisa) | Танк      | 1 месяц    | Нумбани, Нигерия                                                         | Отсутствует                                                          | 02.03.2017 |
| Ориса (OR15A) — модифицированная модель боевой машины OR15, переделанная Ифи Оладеле. Орису озвучили Шеррель Ските в английской версии игры и Анна Левина в русской. |           |            |                                                                          |                                                                      |            |
| Райнхардт (англ. Reinhardt) | Танк      | 61 год     | Штутгарт, Германия                                                       | Overwatch (в прошлом)                                                | 27.10.2015 |
| Райнхардта озвучили Дэрин Де Пол в английской версии игры и Геннадий Новиков в русской. |           |            |                                                                          |                                                                      |            |
| Роковая Вдова (англ. Widowmaker) | Урон      | 33 года    | Анси, Франция                                                            | «Коготь»                                                             | 27.10.2015 |
| Амели Лакруа, более известная как Роковая Вдова — лучший снайпер террористической организации «Коготь». Она всегда бьёт точно в цель и никогда не промахивается. В прошлом являлась женой одного из лидеров Overwatch, Жерара Лакруа, супружество с которым в итоге и стало причиной попадания в Коготь: агенты организации, оставив безуспешные попытки расправиться с Жераром, решили сконцентрироваться на его молодой жене. Девушку похитили и подвергли курсу нейронной модификации. Когда Overwatch удалось вызволить Амели из плена, девушка казалась живой и невредимой, но на самом деле её воля была подавлена и она находилась под контролем «Когтя» в виде «спящего агента». Спустя две недели Амели убила своего мужа, пока он спал. Выполнив своё боевое задание девушка вернулась в «Коготь», где и продолжилась её подготовка в качестве агента террористической организации. Она была подвергнута серьёзным физиологическим изменениям — её сердечный ритм замедлили настолько, что её кожа стала невероятно бледной и холодной. Амели перестала испытывать какие-либо чувства и эмоции и превратилась в жестокую Роковую вдову, которая испытывает удовольствие только от успешно выполненного задания. Является одним из самых популярных персонажей игры. Роковую Вдову озвучили Хлоя Холлингс в английской и французской версиях игры и Татьяна Шитова в русской.                                                         |           |            |                                                                          |                                                                      |            |
| Сигма (англ. Sigma) | Танк      | 62 года    | Гаага, Нидерланды                                                        | «Коготь»                                                             | 23.07.2019 |
| Сибрен де Койпер — эксцентричный астрофизик, научившийся управлять гравитацией в результате неудачного эксперимента на орбитальной станции. Сигму озвучили Борис Хьюстанд в английской версии игры и Игорь Тарадайкин в русской. |           |            |                                                                          |                                                                      |            |
| Симметра (англ. Symmetra) | Урон      | 28 лет     | Утопия, Индия                                                            | Корпорация Вишкар                                                    | 27.10.2015 |
| Симметру озвучили Анджали Бимани в английской версии игры и Карина Дымонт в русской. |           |            |                                                                          |                                                                      |            |
| Солдат-76 (англ. Soldier: 76) | Урон      | неизвестно | Блумингтон, США (в прошлом)                                              | Overwatch (в прошлом)                                                | 27.10.2015 |
| Солдата-76 озвучили Фред Таташор в английской версии игры и Максим Пинскер в русской. |           |            |                                                                          |                                                                      |            |
| Сомбра (англ. Sombra) | Урон      | 30 лет     | Дорадо, Мексика                                                          | «Лос Муэртос» (в прошлом) «Коготь»                                   | 15.11.2016 |
| Оливия Коломар, известная как Сомбра — хакер, умеющий взламывать не только технику, но и живых существ. Сомбру озвучили Каролина Равасса в английской версии игры и Вероника Саркисова в русской. |           |            |                                                                          |                                                                      |            |
| Таран (англ. Wrecking Ball) | Танк      | 14 лет     | Лунная колония «Горизонт» (в прошлом) Джанкертаун, Австралия (в прошлом) | нет                                                                  | 28.06.2018 |
| Хомяка Хэммонда в английской версии игры озвучил Ди Брэдли Бейкер, его боевую трансформирующуюся сферу — Джонатан Липоу. В русской версии сферу озвучил Алексей Войтюк. |           |            |                                                                          |                                                                      |            |
| Торбьорн (англ. Torbjörn) | Урон      | 57 лет     | Гётеборг, Швеция                                                         | Overwatch (в прошлом)                                                | 27.10.2015 |
| Торбьорна озвучили Кит Силверштейн в английской версии игры и Александр Пожаров (новые реплики — Алексей Багдасаров) в русской. |           |            |                                                                          |                                                                      |            |
| Трейсер (англ. Tracer) | Урон      | 26 лет     | Лондон, Великобритания                                                   | Overwatch (в прошлом)                                                | 27.10.2015 |
| Лена Окстон, известная под позывным Трейсер — бывшая лётчица Королевских военно-воздушных сил Великобритании и один из самых молодых членов организации Overwatch. В результате неудачного эксперимента с телепортацией Трейсер начала произвольно перемещаться во времени, но Уинстону — другому персонажу игры — удалось создать устройство, позволяющее Трейсер удерживаться в настоящем и ускорять или замедлять время по своему желанию. На поле боя Трейсер отличается низким здоровьем, но очень большой скоростью перемещения; она может неожиданно телепортироваться за спины врагов и бросать наносящие большой урон бомбы-липучки. Дизайн Трейсер восходит к концепции Прыгуна (англ. Jumper) — одного из классов персонажей, созданных для отменённой MMORPG Titan. Это один из наиболее известных и узнаваемых персонажей игры, которого описывали как «девушку с обложки» и «самую узнаваемую героиню Overwatch». Трейсер против воли её создателей стала излюбленным персонажем распространяемых в сети порнографических роликов по мотивам игры. Трейсер в качестве камео появлялась в фильме Стивена Спилберга «Первому игроку приготовиться». Трейсер озвучили Кара Теоболд в английской версии игры и Лина Иванова в русской (в бета-версии игры Трейсер на русском озвучивала другая актриса — Наталья Терешкова). |           |            |                                                                          |                                                                      |            |
| Турбосвин (англ. Roadhog) | Танк      | 48 лет     | Джанкертаун, Австралия (в прошлом)                                       | Стервятники (в прошлом)                                              | 27.10.2015 |
| Турбосвина озвучили Джош Питерсдорф в английской версии игры и Алексей Розин в русской. |           |            |                                                                          |                                                                      |            |
| Уинстон (англ. Winston) | Танк      | 29 лет     | Лунная колония «Горизонт» (в прошлом) Пост наблюдения Гибралтар          | Overwatch (в прошлом)                                                | 27.10.2015 |
| Уинстона озвучили Криспин Фриман в английской версии игры и Сергей Чихачёв в русской. |           |            |                                                                          |                                                                      |            |
| Фарра (англ. Pharah) | Урон      | 32 года    | Гиза, Египет                                                             | Helix Security International                                         | 27.10.2015 |
| Фария Амари — дочь Аны. Фарру озвучили Джен Кон в английской версии игры и Елена Морозова в русской. |           |            |                                                                          |                                                                      |            |
| Хандзо (англ. Hanzo) | Урон      | 38 лет     | Ханамура, Япония                                                         | Клан Шимада (в прошлом)                                              | 27.10.2015 |
| Хандзо озвучили Пол Накаучи в английской версии игры и Илья Исаев в русской. |           |            |                                                                          |                                                                      |            |
| Эхо (англ. Echo) | Урон      | Неизвестно | Швейцария (в прошлом)                                                    | Overwatch (в прошлом)                                                | 14.04.2020 |
| Эхо озвучили Джинни Боле в английской версии игры и Жанна Никонова в русской. |           |            |                                                                          |                                                                      |            |
| Эш (англ. Ashe) | Урон      | 39 лет     | Каньон Мертвецов, Аризона, США                                           | банда Мертвецов                                                      | 2.11.2018  |
| Элизабет Каледония Эш — главарь банды Мертвецов, вооружённая винтовкой и динамитом. В качестве суперспособности она может призвать омника-дворецкого Боба, который раскидывает и расстреливает врагов. Эш озвучили Дженнифер Хейл в английской версии игры и Виктория Пивко в русской. |           |            |                                                                          |                                                                      |            |

## Режимы игры
- Быстрая игра — сетевой матч с игроками вашего уровня.
- Против ИИ — отработка игровых навыков с компьютерными противниками.
- Аркада — несколько режимов игры с различными правилами:
  - Случайная дуэль — серия поединков на специальной карте в формате 1х1 до 5 побед. Оба игрока получают одинаковых героев.
  - Ликвидация — серия боёв на специальной карте в формате 3х3 до 3 побед.
  - Все потасовки! — серия боёв на случайной карте в формате 6х6 со случайным набором правил для потасовки. Ныне заменён браузером матчей.
  - Загадочные герои — серия боёв на случайной карте в формате 6х6. Игрок возрождается случайным героем.
  - Без ограничений — серия боёв на случайной карте в формате 6х6 без каких-либо ограничений в выборе героя.
  - Схватка — режим, в котором сражаются 8 игроков, где каждый сам за себя и возрождается через несколько секунд после смерти.
  - Командная схватка — командный режим 4x4 по тем же правилам.
  - Классическая быстрая игра — командный режим, в котором игрокам позволено брать персонажей любых ролей в любом количестве (в обычной быстрой игре разрешено брать только по два героя танка, поддержки и урона). Изначально был обычным режимом быстрой игры, но переведён в аркаду с вводом указанной ранее системы 2-2-2.
- Соревновательная игра — рейтинговый матч с другими игроками.
- Своя игра — настраиваемые игроками матчи. Можно играть с ИИ или живыми игроками.
  - Браузер матчей позволяет найти и подключиться к созданному другим игроком матчу.

Еженедельно за третью, шестую и девятую победу в любом из режимов аркады, а также единоразово за первую победу в нововведённых режимах даётся контейнер.
- Захват точек
Команды сражаются за контроль над картой. Одна команда нападает, вторая — защищается. Цель атакующих — захватить определённые контрольные точки, а защитников — удержать их, пока не истечёт время.
- Сопровождение
Режим, в котором атакующая команда пытается доставить груз в пункт назначения, а обороняющиеся должны помешать им это сделать в определённый срок.
- Захват точек/Сопровождение
Сперва атакующая команда захватывает груз, а затем пытается доставить его в пункт назначения. Обороняющаяся команда должна помешать ей это сделать.
- Контроль объекта
В этом режиме две команды сражаются за определённые зоны в серии до двух побед. Удерживая контроль над зоной, команда постепенно захватывает её. Победа в раунде достаётся тем, кто быстрее наберёт 100 %. В каждом из трёх раундов командам нужно будет захватить новую зону в другой части карты.
- Арены.

## Издания игры

### Game of The Year Edition
В это издание входят:
- 5 обликов Origins: заросший Бастион, Рейес из Blackwatch, пилот Трейсер, командир Моррисон, начальник охраны Фарра;
- Электронные подарки: Трейсер в Heroes of the Storm, питомец Малыш Уинстон в World of Warcraft, рубашка Overwatch для карт в Hearthstone, крылья Ангела в Diablo III и портреты для игроков в StarCraft II.
- 10 контейнеров. В контейнерах вам могут попасться облики, эмоции, победные позы, реплики, граффити и лучшие моменты матчей, а также внутриигровая валюта, которую можно потратить на пополнение коллекции.

### Коллекционное издание
В него входят:
- всё из версии игры Origins Edition;
- сборник материалов Overwatch;
- саундтрек;
- статуэтка «Солдат-76».

### Legendary Edition
В это издание входят:
- 5 обликов Origins: заросший Бастион, Рейес из Blackwatch, пилот Трейсер, командир Моррисон, начальник охраны Фарра;
- 5 легендарных обликов: страж порядка D.VA, Валькирия Ангел, Кэссиди человек-загадка, Хандзо небесный волк, Крысавчик паяц;
- 5 эпических обликов: ифрита Ана, Гэндзи углеродное волокно, Мойра белена, идеал Райнхардт, Роковая вдова зима;
- Электронные подарки: Трейсер в Heroes of the Storm, питомец Малыш Уинстон в World of Warcraft, рубашка Overwatch для карт в Hearthstone, крылья Ангела в Diablo III и портреты для игроков в StarCraft II.

## Рецензии и награды
| Сводный рейтинг       | Сводный рейтинг                                                |
| Агрегатор             | Оценка                                                         |
| --------------------- | -------------------------------------------------------------- |
| GameRankings          | - (PC) 91,26 % - (PS4) 90,87 % - (XONE) 90,58 % - (NS) 76,18 % |
| Metacritic            | (PC) 91/100 (PS4) 90/100 (XONE) 91/100                         |
| Иноязычные издания    |                                                                |
| Издание               | Оценка                                                         |
| Destructoid           | 10/10                                                          |
| EGM                   | 9/10                                                           |
| Game Informer         | 10/10                                                          |
| GameRevolution        | [ 55 ]                                                         |
| GameSpot              | 9/10                                                           |
| GamesRadar+           | [ 57 ]                                                         |
| IGN                   | 9,4/10                                                         |
| PC Gamer (US)         | 88/100                                                         |
| Polygon               | 8/10                                                           |
| VideoGamer            | 9/10                                                           |
| PlayStation LifeStyle | 10/10                                                          |
| The Escapist          | [ 63 ]                                                         |
| The Guardian          | [ 64 ]                                                         |
| Русскоязычные издания |                                                                |
| Издание               | Оценка                                                         |
| 3DNews                | 9/10                                                           |
| «IGN Россия»          | 9/10                                                           |
| PlayGround.ru         | 9,5/10                                                         |
| Riot Pixels           | 95 %                                                           |
| StopGame.ru           | Изумительно                                                    |
| «Игромания»           | 10/10                                                          |
| «Игры Mail.ru»        | 9,5/10                                                         |
| «Канобу»              | 10/10                                                          |

Overwatch стала объектом пристального внимания общественности ещё на стадии открытого бета-тестирования: так, на Pornhub на 817 % увеличились поисковые запросы по игре. Особенной популярностью среди пользователей ресурса пользовалась героиня игры Трейсер.
Релизная версия игры Overwatch получила положительные оценки игровых ресурсов. На сайте Metacritic версии для PC и Xbox One получили оценку в 91 балл из ста возможных, а версия игры для PlayStation 4 получила оценку в 90 баллов из ста возможных.
Рецензенты высоко оценили визуальную составляющую проекта, проработанную вселенную игры и увлекательный геймплей, а также похвалили разработчиков за отличную оптимизацию. Критике же подвергся плохой подбор соперников, отсутствие одиночной игры и наличие микротранзакций.
Журналист Крис Картер из издания Destructoid оценил игру на максимальные 10 баллов и был впечатлён проработкой окружающего мира. По его мнению «игра отполирована до блеска, словно мультфильм Pixar. Внимание к деталям отражено в каждом аспекте игры, от 60 fps (даже на консолях) до безумно проработанных моделей персонажей».
29 июня 2018 года в России вышла книга Мэтта Бёрнса «Мир игры OVERWATCH» от издательства АСТ и редакции Mainstream.

### Награды
Overwatch получила премию BAFTA в области игр 2017 года в номинации «Multiplayer», в 2018 году — в номинации «Evolving Game».
| Год  | Награда                                        | Категория                                              | Результат | Сноска        |
| ---- | ---------------------------------------------- | ------------------------------------------------------ | --------- | ------------- |
| 2016 | Golden Joystick Awards 2016                    | Лучшая оригинальная игра                               | Победа    | [ 77 ] [ 78 ] |
| 2016 | Golden Joystick Awards 2016                    | Лучший визуальный дизайн                               | Номинация | [ 77 ] [ 78 ] |
| 2016 | Golden Joystick Awards 2016                    | Лучший звук                                            | Номинация | [ 77 ] [ 78 ] |
| 2016 | Golden Joystick Awards 2016                    | Лучшая мультиплеерная игра                             | Победа    | [ 77 ] [ 78 ] |
| 2016 | Golden Joystick Awards 2016                    | Лучший игровой момент (Play of the Game)               | Победа    | [ 77 ] [ 78 ] |
| 2016 | Golden Joystick Awards 2016                    | Игра года                                              | Номинация | [ 77 ] [ 78 ] |
| 2016 | Golden Joystick Awards 2016                    | Игра года на ПК                                        | Победа    | [ 77 ] [ 78 ] |
| 2016 | Golden Joystick Awards 2016                    | Конкурентная игра года                                 | Победа    | [ 77 ] [ 78 ] |
| 2016 | The Game Awards 2016                           | Игра года                                              | Победа    | [ 79 ] [ 80 ] |
| 2016 | The Game Awards 2016                           | Лучшая игровая режиссура                               | Победа    | [ 79 ] [ 80 ] |
| 2016 | The Game Awards 2016                           | Лучший арт-дирекшн                                     | Номинация | [ 79 ] [ 80 ] |
| 2016 | The Game Awards 2016                           | Лучший экшен                                           | Номинация | [ 79 ] [ 80 ] |
| 2016 | The Game Awards 2016                           | Лучший мультиплеер                                     | Победа    | [ 79 ] [ 80 ] |
| 2016 | The Game Awards 2016                           | Игра года ESports                                      | Победа    | [ 79 ] [ 80 ] |
| 2016 | Gamespot's Best of 2016                        | Лучшие игры 2016 года на ПК                            | Toп 5     | [ 81 ]        |
| 2016 | Gamespot's Best of 2016                        | Лучшие игры 2016 года на Xbox One                      | Toп 5     | [ 82 ]        |
| 2016 | Gamespot's Best of 2016                        | Лучшие игры 2016 года на PS4                           | Toп 5     | [ 83 ]        |
| 2016 | Gamespot's Best of 2016                        | Игра года                                              | Победа    | [ 84 ]        |
| 2016 | Giant Bomb's 2016 Game of the Year Awards      | Лучший дебют                                           | Победа    | [ 85 ]        |
| 2016 | Giant Bomb's 2016 Game of the Year Awards      | Лучший мультиплеер                                     | Победа    | [ 86 ]        |
| 2016 | Giant Bomb's 2016 Game of the Year Awards      | Лучшая игра                                            | 3-е место | [ 87 ]        |
| 2016 | Eurogamer Game of the Year                     | Игра года                                              | Победа    | [ 88 ]        |
| 2016 | Game Developers Choice Awards                  | Игра года                                              | Победа    | [ 89 ]        |
| 2016 | Game Developers Choice Awards                  | Лучший звук                                            | Номинация | [ 89 ]        |
| 2016 | Game Developers Choice Awards                  | Лучший дизайн                                          | Победа    | [ 89 ]        |
| 2016 | Game Developers Choice Awards                  | Лучшие технологии                                      | Номинация | [ 89 ]        |
| 2016 | Game Developers Choice Awards                  | Лучший визуальный ряд                                  | Номинация | [ 89 ]        |
| 2016 | Polygon's 2016 Games of the Year               | Игра года                                              | 3-е место | [ 90 ]        |
| 2016 | PCGamer’s Game of the Year Awards 2016         | Лучший мультиплеер                                     | Победа    | [ 91 ]        |
| 2016 | Game Informer Best of 2016 Awards              | Лучший мультиплеер                                     | Победа    | [ 92 ]        |
| 2016 | Game Informer Best of 2016 Awards              | Лучший шутер                                           | Победа    | [ 92 ]        |
| 2016 | Game Informer Best of 2016 Awards              | Игра года                                              | Победа    | [ 92 ]        |
| 2016 | 2016 Hollywood Music in Media Awards           | Лучший оригинальный саундтрек — видеоигра              | Победа    | [ 93 ]        |
| 2016 | IGN Best of 2016 Awards                        | Лучший шутер                                           | Победа    | [ 94 ]        |
| 2016 | IGN Best of 2016 Awards                        | Лучшая игра eSports                                    | Победа    | [ 94 ]        |
| 2016 | IGN Best of 2016 Awards                        | Лучший мультиплеер                                     | Победа    | [ 94 ]        |
| 2016 | IGN Best of 2016 Awards                        | Лучшая игра на ПК                                      | Победа    | [ 94 ]        |
| 2016 | IGN Best of 2016 Awards                        | Игра года                                              | Победа    | [ 94 ]        |
| 2016 | Slant Magazine Top 25 Best Video Games of 2016 | Игра года                                              | 3-е место | [ 95 ]        |
| 2016 | Game Revolution's End of 2016 Awards           | Лучшая игра                                            | Победа    | [ 96 ]        |
| 2016 | EGM's Best of 2016                             | Игра года                                              | Победа    | [ 97 ]        |
| 2016 | GamesTM’s Game of the Year Awards              | Игра года                                              | Победа    | [ 98 ]        |
| 2016 | The Escapist Awards 2016                       | Лучший шутер, мультиплеер                              | Победа    | [ 99 ]        |
| 2016 | The Escapist Awards 2016                       | Игра года                                              | Победа    | [ 100 ]       |
| 2017 | The Game Awards 2017                           | Лучшая киберспортивная игра                            | Победа    |               |
| 2017 | The Game Awards 2017                           | Лучшая поддерживаемая игра                             | Победа    |               |
| 2017 | Golden Joystick Awards 2017                    | Лучшая киберспортивная игра (eSports Game of the Year) | Победа    | [35]          |

## Продолжение
Overwatch 2, самостоятельный сиквел, который был анонсирован на BlizzCon 1 ноября 2019 года и вышел в раннем доступе 4 октября 2022 года, как бесплатная игра для Nintendo Switch, PlayStation 4, PlayStation 5, Windows, Xbox One, и Xbox Series X/S.
Первоначально планировалось, что Overwatch и Overwatch 2 будут иметь «общую многопользовательскую среду» между собой и оригинальной Overwatch, чтобы игроки в любой игре могли соревноваться друг с другом в существующих режимах, сохраняя все разблокированные косметические и другие возможности, но с переходом на условно-бесплатную модель монетизации Overwatch закрыт в пользу сиквела. После полного запуска Overwatch 2 в октябре все игроки Overwatch были переведены в Overwatch 2, а серверы первой части были закрыты 3 октября 2022 года.
Значительным отступлением стал переход к режиму PvP «пять против пяти», с ограничением, позволяющим играть только одному танку в команде, чтобы улучшить воспринимаемую скорость игрового процесса. Для этого многие герои будут переработаны, а в некоторых случаях их умения переведены в новый класс.
В игре присутствуют постоянные режимы PvE. Они похожи на специальные сезонные события, в которых будут представлены кооперативные миссии для четырёх игроков против управляемых компьютером противников. В этом режиме игроки могут получать опыт за используемого героя, а на определённых уровнях опыта разблокировать новые пассивные навыки, называемые талантами, которые усиливают текущие способности героя, позволяя настраивать его игру.
Ещё одним изменением при переходе к free-to-play является отказ от лутбоксов в пользу боевого пропуска. В рамках перехода Blizzard прекратили продажу лутбоксов с 30 августа 2022 года (хотя игроки по-прежнему могли получать их при обычных условиях в игре), а все неоткрытые лутбоксы в инвентаре игрока периодически открывались автоматически ещё до выхода Overwatch 2, и их содержимое зачислялось игрокам.